# Albrecht Behmel

Albrecht Behmel es un historiador y escritor alemán.

## Origen de su Apellido e Historia Familiar
Hijo del geólogo Hermann Behmel y nieto del arquitecto Pablo Behmel. El apellido de la familia originalmente se escribía ¨Bogumil¨, apellido checo de Bohemia, pero fue alemanizado a Behmel cuando su familia emigró a Sajonia en el siglo XVIII. Por el lado de su madre es descendiente de Christoph Martin Wieland, poeta y escritor de la Ilustración proveniente de la región alemana de Suabia.

## Vida
Después de trabajar como titiritero en París, Francia, a comienzos de los años noventa, Albrecht se trasladó a Alemania para completar sus estudios de humanidades en Heidelberg y la Universidad de Humboldt. Ha publicado sobre la historia antigua, la guerra naval griega y la literatura alemana temprana como el Cantar de los Nibelungos. Lo más notable es, sin embargo, una serie de e-libros de autoayuda, haciendo de él uno de los pioneros en la publicación electrónica en Alemania. Usó el pseudónimo de Timothy Patterson en dos títulos. Es conocido que sufre de insomnio. Su obra publicada incluye novelas como Homo Sapiens, guiones cinematográficos y obras para la radio y el teatro, así como también documentales y ensayos. Ha trabajado para varias cadenas de televisión alemanas e internacionales, como ARTE y ARD. Behmel fundó una red de profesionales de cine y de medios de comunicación, FilmforumPRO en 2008.
Albrecht Behmel es un artista internacional y ganador de premios. Sus obras han sido expuestas en el “Caroussel du Louvre”, París, Pier 94, Manhattan, London, Beijín, y en la “Semana de Arte” de Miami y Manila. Es conocido por su serie “The Magic of the Swarms”, en el que expone súper héroes, animales, plantas y formas abstractas. Albrecht llama a su estilo “Abstrahismo”

## Estilo y Motivos
Dos motivos recurrentes de la mayoría de los libros son la equitación y el alcoholismo o la mezcla de los mismos. Otros tópicos como música tradicional irlandesa, las tradiciones en las universidades y la mitología antigua, aparecen en algunas de sus obras de ficción. La mayoría de los diálogos cuentan con una gran variedad de dialectos alemanes y jergas.

## Premios
Radio obra de teatro sobre la vida y obra de Flann O'Brien: septiembre de 2003: Hörspiel des Monats para "Es esta la bicicleta de usted, Senor O'Brien?" Eine Hörspielcollage aus der Welt der Wissenschaft und des Suffs, dirigida por: Nikolai von Koslowski.